# 丈夫団
丈夫団（じょうふだん）は鉄血丈夫団とも称する清末に結成された革命組織。
1904年に黄郛、李烈鈞が日本で軍事教育を受けていた中国同盟会会員が組織した政治団体である。丈夫団では孟子の「富貴不能淫、貧賤不能移、威武不能屈」をメンバーの紀律に定め、
黄郛を団長とし、成立時のメンバーは25名であったが、後に40名に拡大した。
丈夫団メンバーは清国に帰国し清末に組織された新軍の中下級将校となった。辛亥革命では丈夫団メンバーは各地で武昌起義に呼応し大きな役割を果たした。中華民国成立後は多くのメンバーは軍閥に成長している。